# Jerzy Kłossowski

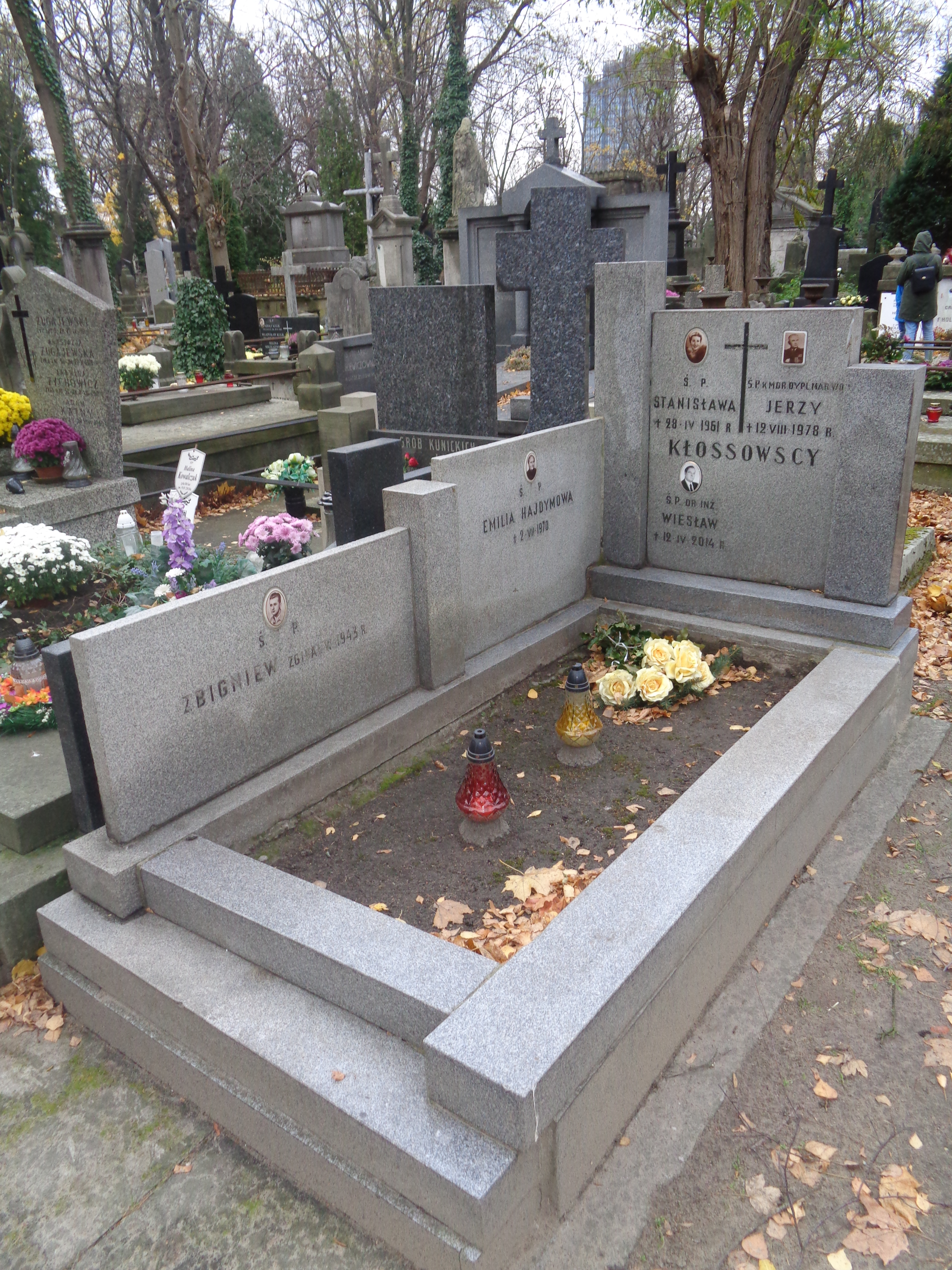
Grób Jerzego Kłossowskiego na Starych Powązkach

Jerzy Antoni Kłossowski (ur. 19 kwietnia 1893 w Kielcach, zm. 12 sierpnia 1978 w Warszawie) – komandor dyplomowany Marynarki Wojennej, autor wspomnień.

## Życiorys
Urodził się i wychował w Kielcach. 10 lipca 1919 został przyjęty do Wojska Polskiego z byłych Korpusów wschodnich i byłej armii rosyjskiej, z zatwierdzeniem posiadanego stopnia podporucznika, zaliczony do 1. Rezerwy armii z równoczesnym powołaniem do czynnej służby na czas wojny. Absolwent rocznych studiów podyplomowych w Ecole Hydrographique we Francji ukończonych w 1922 r., od grudnia 1922 był organizatorem i szefem Biura Hydrograficznego Marynarki Wojennej RP. Funkcję tę pełnił do 1925 r., będąc też w tym okresie dowódcą ORP Pomorzanin. Dowódca okrętów: w 1924–1925 ORP Pomorzanin, w 1927 i 1928 ORP Generał Haller, w V – X 1933 ORP Krakowiak, od X 1933 do I 1934 ORP Bałtyk. W latach 1925–1927 był słuchaczem Morskiej Szkoły Wojennej (franc. École de Guerre Navale) w Paryżu. 25 czerwca 1927 minister spraw wojskowych przyznał mu tytuł naukowy oficera Sztabu Generalnego (od 22 grudnia 1928 – oficer dyplomowany). 18 lutego 1930 został mianowany na stopień komandora podporucznika ze starszeństwem z 1 stycznia 1930 i 1. lokatą w korpusie morskim.
W okresie międzywojennym pełnił też inne funkcje kierownicze i dydaktyczne, był m.in. wykładowcą toruńskiej Szkoły Podchorążych Marynarki Wojennej i naczelnikiem biura personalnego Dyrekcji Okręgowej Kolei Państwowych w Toruniu. Z dniem 1 lutego 1934 został przydzielony do dyspozycji Ministra Komunikacji na okres sześciu miesięcy. Z dniem 31 lipca tego roku został przeniesiony do rezerwy z równoczesnym przeniesieniem w rezerwie do Kierownictwa Marynarki Wojennej.
W 1945 jako komandor podporucznik zajmował etat admiralski i kierował Oddziałem Marynarki Wojennej przy MON oraz brał udział w lustracjach przedwojennych oficerów marynarki chcących kontynuować służbę wojskową.
W 1970 r. opublikował książkę pt. „Wspomnienia z Marynarki Wojennej”, wydaną przez Wydawnictwo Ministerstwa Obrony Narodowej w Warszawie (drugie wydanie przez tego samego wydawcę w 1977 r.).
Zmarł 12 sierpnia 1978 w Warszawie. Został pochowany na cmentarzu Powązkowskim (kwatera 45-4-30).

## Ordery i odznaczenia
- Krzyż Oficerski Orderu Odrodzenia Polski[15]
- Złoty Krzyż Zasługi (30 kwietnia 1937)[9]
- Srebrny Krzyż Zasługi (10 listopada 1928)[16][17]
- Kawaler Orderu Danebroga (Dania, 1927)[18]